# Genté
Genté település Franciaországban, Charente megyében. Lakosainak száma 929 fő (2022. január 1.). Genté Angeac-Champagne, Châteaubernard, Gensac-la-Pallue és Salles-d’Angles községekkel határos.

## Népesség
A település népességének változása:
| Lakosok száma | 607  | 755  | 851  | 852  | 900  | 901  | 884  | 886  | 886  | 929  |
|               | 1968 | 1982 | 1990 | 2006 | 2013 | 2015 | 2017 | 2019 | 2020 | 2022 |